# Firepower
Firepower é o décimo oitavo álbum de estúdio da banda britânica de heavy metal Judas Priest. O álbum foi lançado em 9 de março de 2018 e foi seguido por uma turnê nos Estados Unidos, Canadá e Europa. Firepower é também o primeiro álbum de estúdio do Judas Priest em trinta anos a ser produzido por Tom Allom, e o primeiro a ser produzido por Andy Sneap.

## Lista de faixas
Todas as faixas escritas e compostas por Glenn Tipton, Rob Halford e Richie Faulkner. 
| N.º            | Título                | Duração |  |
| 1.             | "Firepower"           | 3:27    |  |
| 2.             | "Lightning Strike"    | 3:29    |  |
| 3.             | "Evil Never Dies"     | 4:23    |  |
| 4.             | "Never the Heroes"    | 4:23    |  |
| 5.             | "Necromancer"         | 3:33    |  |
| 6.             | "Children of the Sun" | 4:00    |  |
| 7.             | "Guardians"           | 1:06    |  |
| 8.             | "Rising from Ruins"   | 5:23    |  |
| 9.             | "Flame Thrower"       | 4:34    |  |
| 10.            | "Spectre"             | 4:25    |  |
| 11.            | "Traitors Gate"       | 5:43    |  |
| 12.            | "No Surrender"        | 2:54    |  |
| 13.            | "Lone Wolf"           | 5:09    |  |
| 14.            | "Sea of Red"          | 5:51    |  |
| Duração total: | Duração total:        | 61:58   |  |

## Créditos
Judas Priest
- Rob Halford – vocais
- Glenn Tipton – guitarra, sintetizador
- Richie Faulkner – guitarra
- Ian Hill – baixo
- Scott Travis – bateria

Produção
- Produção e mixagem: Tom Allom, Andy Sneap e Mike Exeter
- Masterização: Andy Sneap
- Arte de capa: Claudio Bergamin e Mark Wilkinson